# Рыбаков, Гурий Иванович
Гурий Иванович Рыбаков — советский хозяйственный и государственный деятель, лауреат Государственной премии СССР за выдающиеся достижения в труде.

## Биография
Родился в 1929 году в деревне Бахмут. Член КПСС.
В 1949—1989 — токарь высшего разряда (с личным клеймом) Горьковского авиационного завода имени Серго Орджоникидзе.
За внедрение передовых методов работы и совершенствования организации производства был в составе коллектива удостоен Государственной премии СССР за выдающиеся достижения в труде 1980 года.
Делегат XXIV съезда КПСС.
Жил в Нижнем Новгороде.

## Награды
- Орден Ленина
- Орден Трудового Красного Знамени